# We Are Scissor Sisters... And So Are You
We Are Scissor Sisters... And So Are You – pierwsze DVD amerykańskiej grupy pop dance Scissor Sisters wydane 29 listopada 2004. DVD zawiera koncert nakręcony w Brighton Dome, który odbył się w sierpniu 2004 roku, a także materiał nagrany za kulisami. Na płycie znalazł się również dokument Return to Oz (reż. Julien Temple), który opowiada historię grupy Scissor Sisters.

## Lista utworów

### Koncert na Brighton Dome
1. "Intro"
2. "Take Your Mama"
3. "Better Luck"
4. "Tits on the Radio"
5. "The Skins"
6. "Magnifique"
7. "Rock My Spot"
8. "Laura"
9. "Mary"
10. "Comfortably Numb"
11. "Filthy/Gorgeous"
12. "Return to Oz"
13. "It Can't Come Quickly Enough"
14. "Music is the Victim"

### Teledyski
1. Laura (Wersja 1)
2. Comfortably Numb
3. Take Your Mama
4. Laura (Wersja 2)
5. Mary

### Inne
- 4Play Film
- Jake Shears vs. Lewis Carroll
- Music is the Victim (Live at Benicassim)
- Return to Oz (Dokument)